# Aulacophoroides hoffmanni
Aulacophoroides hoffmanni är en insektsart. Aulacophoroides hoffmanni ingår i släktet Aulacophoroides och familjen långrörsbladlöss. Inga underarter finns listade i Catalogue of Life.